# 三一文法学校 (维多利亚州)
圣三文法学校（英語：Trinity Grammar School, Kew, 简称TGS），是一所位于澳大利亚维多利亚州墨尔本基尤的圣公会教会学校，学校的几个校区主要坐落在墨尔本的东部地区
圣三文法学校成立于1902年11月14日并于1903年招收了第一批学生。起初，学校的教师职务主要是由墨尔本当地的一些高级教士担任，教室也设在当地的教堂里。但值得一提的是，圣三文法学校在成立不久就已是当时维多利亚州学生第四多的学校。
圣三文法学校也是维多利亚州学校联合会的创始成员之一。目前，圣三文法学校已经有超过1300名学生，其中约有15名是住校生。

## 中文译名
学校名称的“Trinity”直译为中文是“三位一体”的意思，是一个基督教的宗教术语，故而学校在1995年印刷的宣传册上公布了“三一文法学校”的中文译名。2000年时，墨尔本大学的宣传册在介绍三一文法学校时却匪夷所思地使用了“圣三文法学校”的译名，为了表示对学校自主选择的尊重，本条目选用“三一文法学校”作为正式的中文译名。

## 历史
三一文法学校是由墨尔本基尤（Kew）区的圣三一教堂教士们提议，并在当地士绅的资助下建成的。1903年学校招收了首批的23名学生，由爱德华·塔夫斯（Edward Taffs）先生当任他们的第一位校长。随后，龙（G.M.Long）先生接任校长职务。
1906年，学校购置了第一幢建筑物，命名为“Roxeth”楼（即如今的“Henty”楼，现已作为行政楼用）。这栋楼地处圣三一教堂南面不远，在查尔斯街（Charles Street）与威灵顿街（Wellington Street）的交界处。第二年，学校就建起了“Arnold Hall”，并把教室从教堂迁了出来。此后学校也陆陆续续修建了一些楼宇馆舍，但都没有保存到现在。1909年，学校对“Arnold Hall”进行了翻修，在里面修建了全校第一个理化实验室。
两年以后（1911年），龙先生离开了学校去了新南威尔士的巴瑟斯特。汤治（Rev. A. W. Tonge）牧师接任龙先生成为了校长。在汤治牧师治校期间，学校又进行了一些扩建与翻修，现存的“Roberts Building”和“Merritt Building”就是那时候建起来的。1917年学校的领导层又再一次更换，新任校长名叫弗兰克·山恩（Frank Shann），自此之后的二十五年学校领导层就没有再出现过大的人事变动。在山恩校长的领导下，学校学生总数增加到245人，许多校舍也应学生增加而陆续修建，其中就包括现在已经拆毁的老图书馆（War Memorial Library）。山恩校长于1945年任内患病离开人世，为了纪念他的贡献，学校后来将一栋教学楼命名为“Shann Building”。
阿尔弗雷德·布莱特（Alfred Bright）在山恩校长去世后接替了他的职位。在布莱特校长的任期内，学校开设了小学部并于1952年招收了第一批小学生（在此之前学校都只开办中学课程）。随后，紧挨着"Merritt Building"的"Parents & Friends Hall”修建完毕，一度被用于庆典或会议只用。约翰·立普特（John Leppitt）于布莱特退休后接任校长一职。立普特校长修建了学校的第一个专门体育馆-- “Cornell Gymnasium”，学生的总数也一度达到812人。
学校的设施建设在二十世纪七十年代取得了很大的进展。1973年，三一文法学校在艾帕罗克湖（Lake Eppalock）湖畔购买了一块地，开设了户外教育基地。新的户外教育基地被以校长的名字命名为“Leppitt Outdoor Education Centre”。1975年，学校开设了宿舍，不过最初的宿舍仅仅是在“Merritt House”里头的几间教室改建而成的，设施也远没有现在的学校宿舍这么完善，不过那时候学校的住校生还远没有现在多。老图书馆也在同年被推倒，取而代之的是一幢崭新的教学楼。1979年立普特校长退休，继任的唐·马尔斯（Don Marles）校长同样也是一个热心于学校设施建设的人。在他的倡导下，学校于1980年修建了一个有六条25米泳道的大游泳池和一个小泳池，新的理化实验室也在同年竣工。同时，宿舍被迁出了“Merritt Building”，取代宿舍的是新建的几间设施完备的音乐教室。
三一文法学校学校在之后的二十年里又进行了一些大规模的扩建，新修了一大批科学，手工及户外运动场馆。学校于1983年在靠近雅拉河的Bullen区购买了很大一片土地并修建了一个颇具规模的体育场。这个体育场被AGSV指定为校际比赛的标准赛场，一直到今天都还发挥着极大的效用。
随后的几年学校的扩建规模有所减少。新建的建筑物值得一提的就是保留到现在的校内自助餐厅。自建校起，学生每天都要组队到圣三一教堂进行祷告，但来来回回之中也浪费了不少时间。为解决这个问题，学校于1992年在学校里建起了一座教堂，并从圣三一教堂里请来了专职牧师为学生布道。在教堂竣工的那年，马尔斯校长也退休了。
新任的皮特·考利（Peter Crawley）校长把学校的建设重点从设施建设转移到了课业建设上来。在考利校长治校期间，学校的总体学业水平有了飞跃式的提高，一度跻身维多利亚成绩最优中学之列。考利校长看到墨尔本的另一所学校-- 循道宗女子学校（Methodist Ladies College，简称MLC)学生的成绩在学校引进了笔记本电脑后有了很大的提高，也在1994年在三一文法学校实施了同样的政策。由于当时笔记本电脑的操作系统并不能与学校教学充分结合，下发的电脑反而成为了学生的累赘。为了解决这个问题，学校联系了美国的微软公司并协助其研发了一套专门为学校设计的商用电脑操作系统，三一文法学校也是这种系统的第一批使用者。自此以后，派发电脑的模式慢慢在各个学校蔓延开来。1995年，考利校长收到了一封来自比尔·盖茨的亲笔信，以感激三一文法学校对研发以及推广这一套系统的贡献。
1996年，学校所在的行政区划“City of Kew”（基尤市）被并入博伦达拉市，学校抓住这个机会，购入了“City of Kew”的老市政厅，推倒后修建了艺术教学楼，澳洲总理惠特拉姆在教学楼于1998年落成之时还曾赶来为其剪彩。同年，考利校长被借调到悉尼的诺克斯文法学校（Knox Grammar School）。
1999年，理查德·都铎（Richard Tudor）被指派为学校的新任校长。都铎校长上任的第一件事就是开设了幼教部（Early Learning Centre, 简称ELC）。新世纪的头一年，学校建成了覆盖全校的无线网络，以方便学生使用笔记本电脑学习功课。新建的科技楼（Science and Technology Building）于2003年落成，以纪念学校的百年诞辰。
学校随后又在“Cornell Sports Gym”的旁边加盖了新的体育场馆，即现在的“Peter Mcintyre Sports Centre”。同时学校也在尼拉寇第湖（Lake Nillacootie）购买了一大块林地，与先前建设的户外教育基地一同作为学生户外运动的场所。现如今学校的“Cotham Road Showroom” 建筑也是在那时候建成的。

## 学校近况
在最近的几年，学校又积攒了一大笔资金翻新了一大批建筑，其中包括现在的小学部等。原先建设的艺术教学楼也得到了一些扩建。
在2011年，学校拆除了两栋旧建筑，代之拔地而起的是新修建的图书馆（Richard and Elizabeth Tutor Centre for Contemporary Learning）。这所新的图书馆于2013年建成，一共耗资一千八百三十万澳币。图书馆的上层建筑包括了六个高三年级的教室，而中下部分则是一个设计新颖的多功能图书馆，地底部分包含了几个会议室和一些办公室。未来十年，学校还希望修建一些其他校舍，已知的计划包括了一个全新的室内游泳池和一个全新的学校大礼堂。

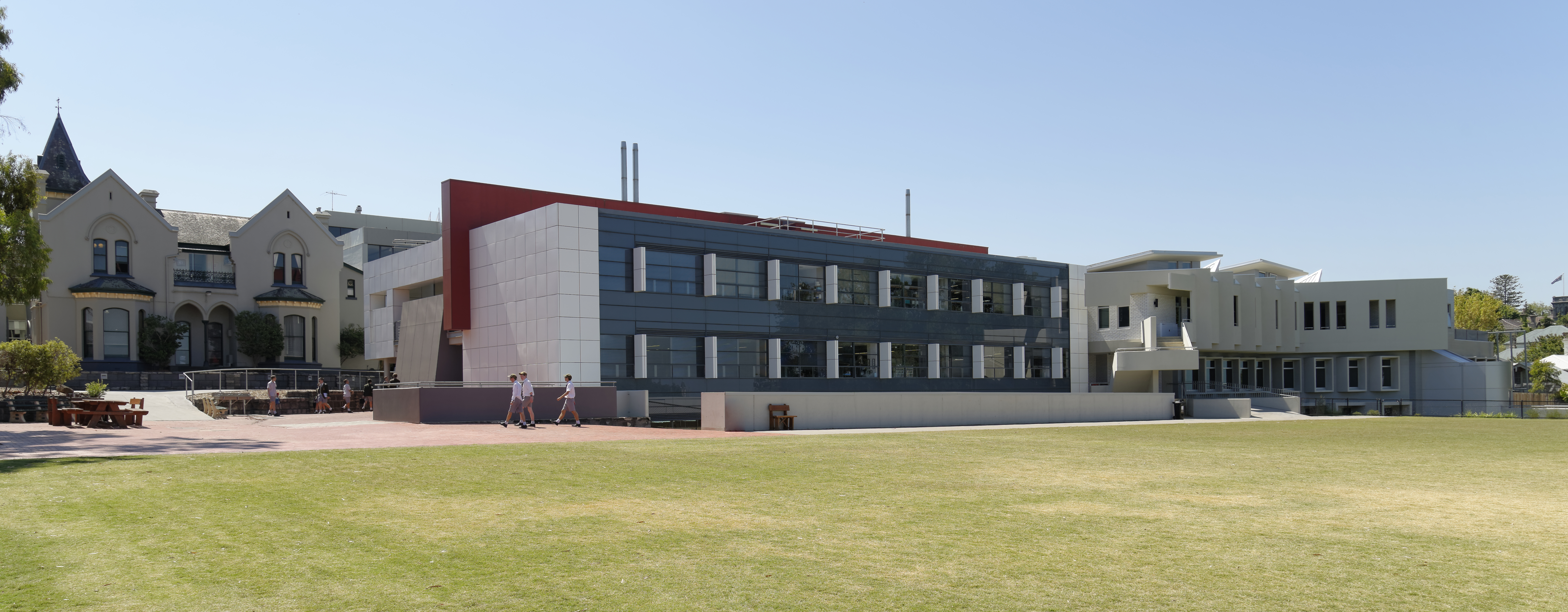
三一文法学校外景

一直以来，三一文法学校都是维多利亚州学业成绩最好的学校。学生的综合成绩在所有参加维州认证教育考试（Victoria Certificate Education, VCE）的学校中一直名列前茅。在2003年，三一文法学校与瑞顿女子学校（Ruyton Girls' School）结为了姊妹学校，两所学校的学生共享两校开设的课程，开了全澳类似教育合作模式的先例。每年各地都有许多学校派遣考察团来三一文法学校考察姊妹学校的运作机制。
迈克尔·戴维斯（Michael Dvies）博士于2014年接替了退休的都铎校长的职务戴维斯博士的目标是将三一文法学校建设成为一所更加现代化的学校。
学校于2014年制作推出了名为“Trinity Connect”的家长教师网页交流平台，家长可以通过这个平台了解到学生每天在课堂上的情况，实时接受学校发布的通知和新闻资讯。
2015年，学校更新了新的校内网，命名为"myTGS"用以替换上世纪启用的校内网"TGSNET",新的校内网于2016年1月1日启用。
同年，学校的校服做了一些更改。新款的校服把原来的布镶边换成了锦缎镶边，内测口袋上也加了拉链。
2015年年末，学校同时启动了两项建设计划。第一是拆除了“Arnold Hall"，取而代之的将会是一栋崭新的商科教学楼。第二是翻修了学校目前的一些教学楼，换装了其中的电化教学设备，把投影仪换成了清晰可靠的大尺寸液晶显示屏。
学校在2016年伊始对初中部的课程设计进行了一些调整，主要加强了对学生动手能力与操作能力的培养。

### 学校目前使用的电脑
- Toshiba Portégé Z20t (2014年引进)
- Microsoft Surface Pro 3 (2015年引进)
- Lenovo ThinkPad Yoga 15 (2015年引进)
- Lenovo ThinkPad Yoga 260 (2016年引进)

## 历任校长

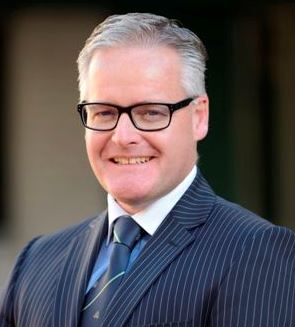
三一文法学校现任校长迈克尔·戴维斯博士

| 任期      | 姓名                                           |
| --------- | ---------------------------------------------- |
| 1903–1904 | 爱德华·塔夫斯（Edward Taffs ）                 |
| 1904–1911 | 乔治.M.龙（The Reverend George Merrick Long ） |
| 1911–1917 | A.W. 汤治（A.W.Tonge）                         |
| 1917–1943 | 弗兰克·山恩（Frank Shann）                     |
| 1943–1959 | 阿尔弗雷德·布莱特（Alfred Bright）             |
| 1959–1979 | 詹姆斯·J·立普特（James John Joseph Leppitt）   |
| 1979–1993 | 唐纳德·马尔斯（Donald Marles）                 |
| 1993–1999 | 皮特·考利（Peter Crawley）                     |
| 1999–2013 | 理查德·都铎（Richard Tudor）                   |
| 2014–今   | 迈克尔·戴维斯（Michael Davies）                |

## 学校架构
三一文法学校现行传统的西方中学架构，包括社堂制度和户外教育制度。

### 社堂制度
对于三一文法学校的每一名学生，社堂活动都会在他的学校生活里占有很重要的地位。学校目前一共有八个社堂。每个社堂的学生校服方面各有不同，在正装上表现为领带条纹的颜色，在运动装上，则体现在整件运动服的颜色的不同。

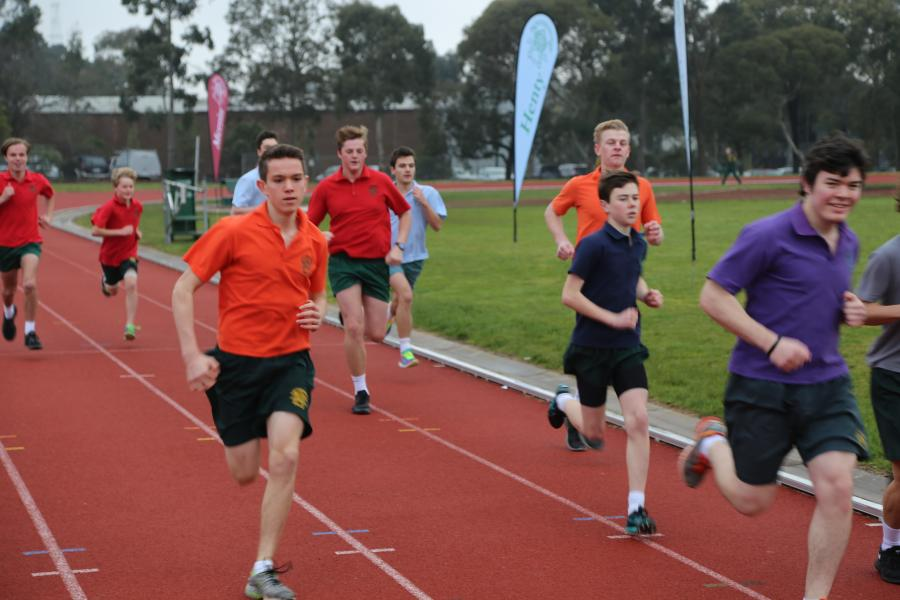
三一文法学校运动会照片，从照片中可以看出不同社堂校服运动装的区别，最右边的学生来自Arnold（紫色），左侧前方的学生则来自Cowen（橙色）。

| 社堂名字    | 代表颜色 | 小学分支  |
| ----------- | -------- | --------- |
| Sutton      |          | Friend    |
| Henty       |          | Friend    |
| Roberts     |          | Henderson |
| Kent Hughes |          | Henderson |
| Merritt     |          | Inglis    |
| Hindley     |          | Inglis    |
| Cowen       |          | Summers   |
| Arnold      |          | Summers   |

### 户外教育制度
每一个三一文法学校的学生都要接受学校提供的户外教育，地点主要是上述的两个户外教育基地。户外教育在7-10年级都是强制性的，但11-12年级仍有许多志愿性的户外活动，如长途跋涉，丛林远足，沙滩远足等可以参加。

## 校歌
| （英文原词） | （中文翻译） |
| ------------ | --- |
|              | 我们家一般温暖的学校坐落在山巅， 那是我们当年学习和玩耍的地方； 纵使分离，我的心还是徘徊在那里， 伴随着我们的，是那绿色，金色和主教之冠。 我们最热爱的学校啊， 我们愿以火热的奉献和赤忱的心为你增光添彩； 我们愿为你获得的赞誉而欢呼， 为那绿色，金色和主教之冠而欢呼。 你教导我们要知行合一，劳逸结合， 我们无论是在学习还是玩耍，都把这教诲熟记于心； 当我们走向社会时，我们将以你为荣， 以那绿色，金色和主教之冠为荣。 我们将永远铭记校训，诚恳做人， 团结我们的校友，感激母校之恩； 愿母校以后能以我为荣， 那绿色，金色和主教之冠也以我为荣。 |

## 著名校友
毕业于三一文法学校的著名校友包括：
- Phil Anderson (1969–1975), 自行车运动员
- Harold Bolitho, 哈佛大学教授
- Martin Boyd, 作家
- John Bunting, 澳大利亚驻英国前高级专员（大使）
- Len Darling, 澳洲板球国家队运动员
- 斯科特·费里尔, 奥林匹克十项全能运动员
- Josh Gibson, 知名澳式橄榄球运动员
- Todd Goldstein, 知名澳式橄榄球运动员
- Jim Higgs, 知名板球运动员
- Clyde Holding, 前维多利亚州反对党领袖
- Jay Kennedy-Harris, 知名澳式橄榄球运动员
- Wilfrid Kent Hughes, 军官，政治家，教育家
- Michael Kidd, 弗林德斯大学教授
- Ian Johnson, 知名电视节目主持人
- Jamshid "Jumps" Khadiwhala (1993–1998), 音乐家
- Gavin Long, 知名战地记者
- David Mackay, 知名澳式橄榄球运动员
- Thomas Mayne, 雀巢美禄的发明人
- Peter McIntyre (1933–1943), 著名建筑设计师
- Robert McIntyre, 花样滑冰奥林匹克运动员
- 杰拉尔德·帕特森, 前世界网球男子排名第一的网球运动员，共获得过四座大满贯奖杯
- John Perceval (1934–1939), 画家
- Konrad Pesudovs, 弗林德斯大学教授
- Luke Power, 知名澳式橄榄球运动员
- Sam Power, 知名澳式橄榄球运动员
- Peter Rowsthorn, 知名喜剧导演
- Arthur Rylah (1917–1927), 御用大律师，政治家
- Wayne Schwass, 知名澳式橄榄球运动员
- Andrew Smith, 英式橄榄球运动员，2008年北京奥运会铜牌得主
- Ross Stevenson, 知名电台主播
- Robert Timms, 商人
- Adam Tomlinson, 知名澳式橄榄球运动员
- Dom Tyson, 知名澳式橄榄球运动员
- Stephen Wallis, 知名澳式橄榄球运动员
- Ray Weinberg (1940-1944), 奥运会运动员，澳大利亚国家队教练，国际奥委会司职裁判

## 延伸阅读
- [1] Jane Mayo Carolan, For the Green, the Gold and the Mitre, Melbourne, 2002
- [2] http://www.heraldsun.com.au/leader/inner-east/trinity-grammar-school-graduates-nathan-merzvinskis-and-hugh-krantz-develop-blueq-startup/news-story/79df212d21c7084fb2c6f9feaed8d131?nk=e9b98902e8bf248809e70578066ef40d-1478512714
- [3] https://web.archive.org/web/20170220140235/http://www.theweeklyreview.com.au/learn/1833665-study-of-faith/
- [4] http://www.heraldsun.com.au/news/law-order/trinity-grammar-school-in-kew-reveals-sex-charge-against-former-teacher/news-story/d461890ecf110ba8d76690d18de268e9（页面存档备份，存于）